# Waltham Abbey
Pour les articles homonymes, voir Waltham et Abbey.
 (février 2025).
Si vous disposez d'ouvrages ou d'articles de référence ou si vous connaissez des sites web de qualité traitant du thème abordé ici, merci de compléter l'article en donnant les références utiles à sa vérifiabilité et en les liant à la section « Notes et références ».
Waltham Abbey est une ville d'environ 20 000 habitants dans le sud-ouest du comté d'Essex, dans l'est de l'Angleterre. Elle est située à 24 km de Londres sur le méridien de Greenwich, entre la rivière Lea et Epping Forest.
Waltham Abbey tient son nom de l'église de Waltham Abbey, un monument classé qui domine la ville depuis le Moyen Âge. La ville est incluse dans la paroisse civile de l’abbaye de Waltham (en) qui portait le nom de Waltham Holy Cross jusque 1974.

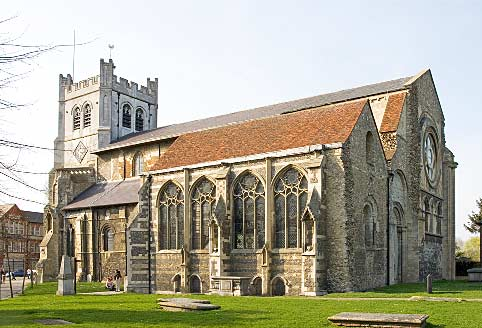
Église de Waltham Abbey

## Jumelage
- Hörstel (Allemagne)

## Personnalités liées
- Élisabeth d'Angleterre (1282-1316), inhumée dans l'église de Waltham Abbey.
- Archibald Corble (1883–1944), escrimeur britannique, né à Waltham Abbey.
- Connor Ogilvie (1996-), footballeur anglais, né à Waltham Abbey.